# کل‌ریزه
کل‌ریزه (نام علمی: Neotragus moschatus) نام یک گونه از سرده کلچه‌ها است.